# أريام أبرو ديلغادو
أريام أبرو ديلغادو Aryam Abreu Delgado (ولد في 9 يوليو 1978) لاعب شطرنج كوبي يحمل لقب أستاذ كبير.

## إنجازات
- فاز بالمركز الثاني في دورة ألبارينو المفتوحة في أسبانيا عام 2005، والأول في دورة فيلا دي ميسلاتا في إسبانيا عام 2005، والرابع في بطولة كوبا للشطرنج عام 2007، والمركز الأول والثاني بالتعادل في دورة كابابلانكا التذكارية عام 2008، والأول في دورة فيلا دي بيلباو للشطرنج السريع عام 2008.

## ألقاب
- نال لقب أستاذ كبير عام 2008.

## تصنيف
- أفضل تصنيف إيلو كان 2502 نقطة في عام 2008.

## روابط خارجية
- أريام أبرو ديلغادو على موقع الاتحاد الدولي للشطرنج (الإنجليزية)
- أريام أبرو ديلغادو على موقع مباريات الشطرنج (الإنجليزية)
- أريام أبرو ديلغادو على موقع 365Chess.com (الإنجليزية)
- أريام أبرو ديلغادو على موقع 365Chess.com (الإنجليزية)
- أريام أبرو ديلغادو على موقع Chesstempo.com (الإنجليزية)